# Dasyrhicnoessa fulvescens
Dasyrhicnoessa fulvescens är en tvåvingeart som beskrevs av John Russell Malloch 1935. Dasyrhicnoessa fulvescens ingår i släktet Dasyrhicnoessa och familjen Canacidae. Inga underarter finns listade i Catalogue of Life.